# Ludwig von Slicher
Ludwig Johann Freiherr von Slicher (* 15. Juni 1809 in Kassel; † 9. September 1896 in Hannover) war ein hannoverscher Generalmajor.

## Leben
Ludwig entstammte der 1815 in den Niederlanden in den Adelsstand erhobenen Familie von Slicher. Er war der Sohn des Freiherrn Jakob von Slicher (1780–1837) aus Den Haag und der Caroline Marie Ernestine Sophie, geborene von Eschwege (1785-ca. 1837). Slichers Schwester Jeanette (* 1812) wurde Ehrenstaatsdame der Königin von Hannover.
Slicher begann seine militärische Laufbahn im Jahr 1825 als Sekondeleutnant der Hannoverschen Armee. Ab dem 1. Januar 1841 war er als Flügeladjutant unter König Ernst August tätig, ab 1851 unter Georg V. von Hannover. Im gleichen Jahr wurde Slicher zum Major befördert und avancierte bis 1860 zum Oberst. 1861 erfolgte seine Versetzung in den Ruhestand und 1863 erhielt er den Charakter als Generalmajor.
Am 30. November 1863 wurde Slicher die Ehrenbürgerwürde der Stadt Hannover verliehen.

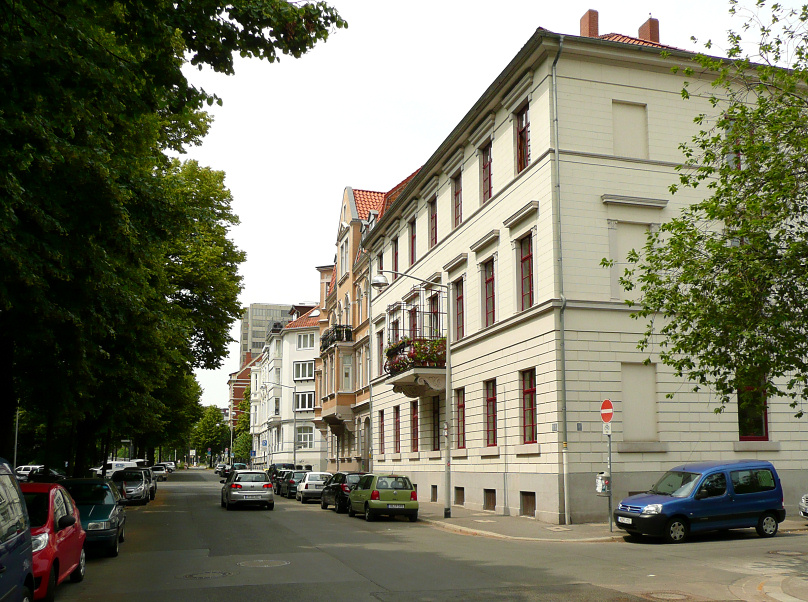
In dem denkmalgeschützten Gebäude Adolfstraße Ecke Kommandanturstraße in der Calenberger Neustadt bewohnte Slicher zuletzt das Parterre

Slicher war mit Caroline von Eschwege aus dem Hause Aue verheiratet. In seinem Todesjahr 1896 hatte der als „Slicher, Louis (Joh.)“ eingetragene Generalmajor a. D. laut dem Adreßbuch, Stadt- und Geschäftshandbuch der Königlichen Residenzstadt Hannover und der Stadt Linden seinen Wohnsitz im Parterre des Hauses Adolfstraße 5, das heute die Adresse Kommandanturstraße 16 hat.

## Ehrungen
Ludwig von Slicher wurde mit zahlreichen Auszeichnungen geehrt. Er war Inhaber des preußischen Roten Adlerordens und des Kronen-Ordens III. Klasse, Rechtsritter des Johanniterordens, Kommandeur I. Klasse des Guelphen-Ordens, Inhaber des Wilhelms-Kreuzes für 25-jährige Militärdienstzeit, des Oldenburgischen Haus- und Verdienstorden des Herzogs Peter Friedrich Ludwig II. Klasse, trug den kurhessischen Wilhelmsorden, den Herzoglich Sachsen-Ernestinischen Hausorden II. Klasse, den Österreichisch-kaiserlichen Leopold-Orden III. Klasse, den Braunschweigischen Orden Heinrichs des Löwen und war mit dem Hamburger Dankzeichen geehrt worden.

## Slicherstraße
1904 wurde im hannoverschen Stadtteil List die nach ihm benannte Slicherstraße angelegt, die von der Voßstraße zur Harnischstraße führt.

## Schriften
- Reise nach England als Flügel-Adjutant im Gefolge S. M. des Königs Ernst August von Hannover 1843, Tagebuch. In: Hannoversche Geschichtsblätter. 1898, Band 1.

## Archivalien und Porträt
Archivalien von und über Ludwig von Slicher finden sich beispielsweise im Niedersächsischen Landesarchiv (Standort Hannover) in der Bildgutsammlung, im Depositum Nummer 103: Das „Album mit 27 Porträts, die Bilder entstanden in den Jahren 1860 - 1866“, enthält unter anderem ein Bild des Ludwig Johann Freiherr von Slicher; Archivsignatur NLA HA Dep. 103 XXII Nr. 12.